# Ельяшевич, Александр Борисович
Алекса́ндр Бори́сович Ельяше́вич (27 января 1888, Иркутск, Российская империя — 22 ноября 1967, Ленинград, СССР) — российский политический деятель (эсер), член Учредительного собрания, после окончания политической карьеры — один из крупных отечественных учёных-экономистов, основоположник системы инженерно-экономического образования в стране.
Стоял у истоков создания в 1926 году Промышленного отделения в структуре ЛИНХа. В том же году он был направлен в Китай в качестве финансово-экономического советника при правительстве Гоминьдана и в этом качестве работал до 1927 года. После создания на базе ЛИНХа в 1930 года Ленинградского инженерно-экономического института, А. Б. Ельяшевич стал в нём заведующим кафедрой экономики промышленности, преобразованной впоследствии в кафедру экономики машиностроительной промышленности. Во время войны пережил первую блокадную зиму, затем вместе с Инженерно-экономическом институтом находился в эвакуации в Пятигорске. После возвращения в Ленинград в сентябре 1944 года он вновь возглавил кафедру в ИНЖЭКОНе. В 1960 году А. Б. Ельяшевич вынужден был уйти на пенсию по состоянию здоровья. Умер от травмы, полученной в результате трагического происшествия.

## Биография

### Детство и юность
Александр Борисович Ельяшевич родился 27 января 1888 года в Иркутске, в семье военного врача Абрама Хаимовича (Авраама Акимовича) Ельяшевича и его жены Раисы Абрамовны (Рохли Абрам-Гиршевны) Розенкранц. Отец был членом правления еврейского молитвенного дома Иркутска. В конце XIX века Иркутск являлся местом ссылки участников революционного движения. «В то время на молодежь, в том числе и на меня, — отмечал А. Б. Ельяшевич, — оказали сильное влияние, с одной стороны, находившиеся в Иркутске после отбытия наказания, оставленные затем на поселение, бывшие народовольцы, которые затем стали эсерами, и, с другой стороны, находившиеся в ссылке социал-демократы, стоявшие на меньшевистских позициях». Начиная с 1900 года, ещё обучаясь в иркутской гимназии, Александр начал участвовать в ученических кружках, в которых молодые люди занимались главным образом изучением революционной литературы. Ещё учась в седьмом классе гимназии, А. Б. Ельяшевич вместе с друзьями организовал «Общество самообразования и братства». Особенно восхищали молодых людей бывшие народники, исповедовавшие наиболее радикальные методы борьбы с царским правительством. После создания в конце 1901 — начале 1902 гг. партии социалистов революционеров, А. Б. Ельяшевич примкнул к этой партии. В 1903 году он был арестован жандармерией за редактирование ученического журнала «Братство». Поскольку Ельяшевич полностью отрицал своё участие в журнале, он был вскоре освобожден из под стражи под залог, а в 1904 году дело против него было прекращено.
Огромное впечатление произвели на радикально настроенную молодежь политические убийства, совершенные эсерами: Степаном Балмашёвым в 1902 году — министра внутренних дел Д. С. Сипягина и Егором Созоновым в 1904 году — министра внутренних дел В. К. Плеве. Незадолго до начала революции 1905—1907 гг. А. Б. Ельяшевич, считавший тогда целесообразным ведение террористической борьбы с правительством, окончательно вступил в партию эсеров.
В 1904—1905 гг. он активно посещал революционные кружки, пропагандируя эсеровские взгляды среди учащейся молодежи Иркутска.

### Начало политической деятельности
В сентябре 1905 года Ельяшевич покинул Иркутск и поступил на экономический факультет Санкт-Петербургского политехнического института. При этом он не прекратил революционной деятельности, вступив в эсеровскую студенческую группу, действовавшую в институте. В связи с нарастающими революционными событиями в 1905 году занятия в Политехническом институте были временно прекращены. Пользуясь предоставленной свободой от занятий, Александр Борисович по заданию эсеровской организации был направлен в качестве пропагандиста для проведения работы среди рабочих Варшавской железной дороги, где на митингах и собраниях пропагандировал позицию эсеровской партии. Вскоре он был включен в состав так называемого бюро ораторов, созданного по решению эсеровского горкома партии. Руководителем этого бюро был назначен Е. В. Леонтович, бывший активный участник народнического движения. Кроме А. Б. Ельяшевича в состав бюро ораторов входили эсеры: Е. М. Ратнер — будущий член ЦК эсеровской партии, Е. Ю. Левин, впоследствии один из руководителей Баварской республики в Германии, А. Шимановский, Р. Цейтлин, М. Вишняк и ряд других членов партии. Под псевдонимом «Мирский» А. Б. Ельяшевич выступал с пропагандой эсеровской программы действий на заводах Эриксона, «Выборжец», «Невский» и других предприятий, на студенческих собраниях в вузах Санкт-Петербурга. В это же время он руководил межрайонным кружком пропагандистов, выступил в качестве организатора эсеровской группы профессионального союза почтовых служащих, а также вел пропаганду среди железнодорожников Николаевской железной дороги. В этот период своей деятельности А. Б. Ельяшевич познакомился с целым рядом видных деятелей эсеровской партии, среди которых были Н. Д. Авксентьев, будущий министр внутренних дел во временном правительстве А. Ф. Керенского, выступавший в тот период под псевдонимом «Жорес», встречался он и с лидером правых эсеров В. М. Черновым.
Учитывая заслуги А. Б. Ельяшевича в революционной работе, в июле 1906 года он был включен в состав Санкт-Петербургского городского комитета партии эсеров. Однако вскоре после роспуска первой Государственной думы А. Б. Ельяшевич был вновь, уже второй раз в своей жизни, арестован полицией. На этот раз заключение было более длительным, оно продолжалось несколько месяцев. Находясь в Санкт-Петербургской тюрьме «Кресты», которая имела хорошую библиотеку, он занимался самообразованием, в основном иностранными языками и философией. Как и при первом аресте в Иркутске, А. Б. Ельяшевич не дал никаких показаний и за недоказанностью обвинений выпущен на свободу.
После повторного освобождения А. Б. Ельяшевич, которому к тому времени исполнилось всего лишь 18 лет, не прекратил активной революционной деятельности. Так, он выступил организатором эсеровской группы в мастерских Варшавской и Балтийской железных дорог, руководил революционной работой на всех направлениях железных дорог Санкт-Петербурга. Он поддерживал интенсивные контакты с представителями террористического крыла эсеровской партии: М. С. Фельдманом, А. Карташовой, С. Файньергом, М. А. Левенсоном. Это был период, когда эсеровский террор достиг своего пика. В этой обстановке учёба в институте все больше отходила от Александра на задний план.
Радикализация взглядов и деятельности А. Б. Ельяшевича вызывали растущую обеспокоенность у его родных и близких. Как отмечает С. В. Виватенко, старший брат Александра, Василий, являвшийся учёным-правоведом, преподававшим в Политехническом институте, «зная о революционной деятельности брата, предостерегал его от поспешных поступков и настоял, чтобы тот уехал доучиваться в Германию, в Мюнхен». В начале 1907 года А. Б. Ельяшевич внял совету брата и уехал в Германию, где находился в течение шести месяцев. Эта поездка предотвратила неминуемый арест А. Б. Ельяшевича в России. Находясь в Мюнхене и Хайдельберге, он не вёл активной партийной работы, занимаясь учёбой. Однако, как представитель партии эсеров был приглашен в качестве участника на седьмой (Штутгартский) конгресс II Интернационала, состоявшийся в августе 1907 г. На конгрессе присутствовали также эсеры Б. Н. Рабинович, В. М. Чернов, И. И. Фундаминский, видные социал-демократы, в том числе и В. И. Ленин, возглавлявший большевистскую делегацию.
Вернувшись в начале 1908 г. в Санкт-Петербург, Александр Борисович попытался отойти от активной партийной работы. Это был период глубокого разочарования многих искренних приверженцев эсеровских идей, вызванное, с одной стороны, поражением революции 1905—1907 гг., а с другой стороны разоблачением в 1908 г. как агента полиции руководителя Боевой организации эсеров Е. Азефа. Всего, по данным эсеровской печати, самими эсерами с 1902 по 1911 гг. было разоблачено более 70 провокаторов. Все больше начинала увлекать и научная работа, к которой А. Б. Ельяшевич начал серьёзно приобщаться в Германии. Однако присутствие его на политическом докладе в стенах Политехнического института, с участием ряда членов эсеровской партии, вновь обострило его отношения с властями. Собравшиеся эсеры были застигнуты полицией, их фамилии переписаны и только заступничество дирекции института позволило А. Б. Ельяшевичу избежать нового ареста.
В мае 1908 г. по совету руководства Политехнического института он вторично вынужден был покинуть родину. На этот раз его пребывание за границей продолжалось 5 лет: в Германии, где он учился на экономическом факультете Мюнхенского университета у знаменитого экономиста профессора Луйо Брентано, и в Лондонской школе экономики. Итогом его учёбы стала защита докторской диссертации. В 1908 г. А. Б. Ельяшевич женился на родной сестре жены видного деятеля эсеровского движения Д. Д. Донского Екатерине Михайловне Филипченко. У молодых супругов в Мюнхене родился сын Михаил.
За границей А. Б. Ельяшевич оставался членом эсеровской партии, но активного участия в её деятельности не принимал, занимаясь главным образом учёбой и научной работой. Тем не менее, он не порывал полностью своих контактов с представителями революционного движения, часто встречаясь, как со своими однопартийцами, так и с некоторыми представителями меньшевиков. В это время в эсеровскую организацию в Мюнхене входили такие видные деятели эсеровского движения как Д. Д. Донской, Ю. П. Приходько-Кисленко, О. Н. Шапиро, И. Н. Коварский и другие. Из меньшевиков у А. Б. Ельяшевича сложились хорошие отношения с И. М. Ляховецким, также учившимся в мюнхенском университете, известным впоследствии по его псевдониму «Майский» и по своей деятельности в качестве посла СССР в Великобритании, а также с Л. И. Пумпянским. Колония русских революционеров жила активной политической жизнью. Для того, чтобы постоянно быть в курсе событий, происходивших на родине, организовывались доклады видных деятелей революционного движения. Особенно запомнились А. Б. Ельяшевичу выступления меньшевика Ю. О. Мартова, бундовца М. И. Либера, ряда видных деятелей эсеровской партии. В этот период, как вспоминал впоследствии Александр Борисович, произошло его знакомство с трудами К. Маркса и Ф. Энгельса, и он «стал по своим взглядам близок к меньшевикам». Это весьма важный этап в развитии политических взглядов А. Б. Ельяшевича, которые к этому времени приобрели, видимо, более умеренный характер, что предопределило впоследствии его близость к правым эсерам. А. Б. Ельяшевич считал в то время, что в России должна быть создана единая социалистическая партия, основной задачей которой должна быть организация народных масс и вовлечение их в революционную борьбу через легальные возможности.
В конце июня 1913 г. А. Б. Ельяшевич с женой и сыном вернулся в Россию, однако решил обосноваться не в столице, а в родном Иркутске. Когда началась Первая мировая война, он был принят вольноопределяющимся (как еврей с высшим образованием и даже доктор наук) в батарею 12-й Сибирской стрелковой артиллерийской бригады. Ельяшевич был конным разведчиком, за проявленное бесстрашие получил два Георгиевских креста (III и IV степеней). По своим воззрениям А. Б. Ельяшевич стоял на позициях большевиков, то есть был «пораженцем». Однако, в противоположность большинству из них, он считал, что можно исповедовать пораженчество только проявляя личное мужество. В это время он практически полностью отошел от революционной деятельности, поддерживая со своими бывшими единомышленниками сугубо дружеские контакты. Однако находясь в действующей армии на фронте, он организует у себя в батарее эсеровскую группу, в которую входили некоторые его сослуживцы. Здесь же он знакомится, а затем и близко сходится с известным русским философом Федором Степуном. В России назревала революция, в это движение втягивались и широкие армейские круги. А. Б. Ельяшевич не мог находиться в стороне от этого процесса.

### Революция
После Февральской революции партия эсеров получила возможность легальной деятельности и превратилась в наиболее влиятельную политическую силу в стране. В 1917 году в ней насчитывалось приблизительно 400 тыс. членов. Эсеры активной работали в составе советов различных уровней, органах местного самоуправления, а также в структурах Временного правительства. 26 февраля 1917 года А. Б. Ельяшевич уехал в отпуск и больше в армию уже не возвращался. Он был командирован Военным министерством Временного правительства, по ходатайству военно-промышленного комитета, в московский военно-промышленный комитет.
А. Б. Ельяшевич полностью возобновляет старые партийные связи, заводит новые, активно начинает участвовать в политической деятельности. В Москве он встретился со знакомыми эсерами М. В. Вишняком, М. Л. Коган-Бернштейн, Е. М. Ратнер и был приглашен на организационную конференцию эсеров, которая состоялась в марте-апреле 1917 года. Одним из центральных вопросов, которые обсуждались на конференции, был вопрос о войне. В частности за войну до победного конца на конференции выступил будущий министр Временного правительства С. Л. Маслов. А. Б. Ельяшевич, у которого были ещё свежи военные воспоминания и который хорошо знал настроения в армии, занял иную позицию. Указывая, что армия устала и не хочет воевать, он высказался за немедленное заключение мира. Однако уже к июню 1917 года его позиция по отношению к войне изменилась. Он активно поддержал политику руководства партии, считая, что мир нужно заключить только вместе с союзниками по Антанте.
В Москве А. Б. Ельяшевич принял участие в комиссии, созданной комитетом эсеров по разработке положения о выборах в муниципальные органы — в Московскую городскую думу и был избран от партии в этот орган. Однако в июне 1917 году он был откомандирован в Министерство труда Временного правительства и уехал в Петроград. Это новое назначение было не случайным. Эсеры в этот период превратились в ведущую и, фактически, в правящую партию в России. Им необходимы были кадры и вполне естественно, что А. Б. Ельяшевич, имевший к тому времени не только большой опыт работы в партии социалистов-революционеров, но и являвшийся крупным экономистом с европейским образованием, был приглашен для работы в правительстве. Второе коалиционное правительство, сформированное 24 июля 1917 года, возглавил эсер А. Ф. Керенский, сохранивший за собой и пост военного и морского министра, который он занимал в первом коалиционном правительстве князя Г. Е. Львова. Министром внутренних дел в правительстве А. Ф. Керенского стал эсер Н. Д. Авксентьев, управляющим военным и морским министерством — их товарищ по партии Б. В. Савинков. Министром земледелия стал эсер В. М. Чернов. Министерство труда, куда был приглашен на работу А. Б. Ельяшевич, возглавлял меньшевик М. И. Скобелев.
В конце сентябре эсер М. В. Вишняк, который работал в комиссии по выборам в Учредительное собрание, предложил Ельяшевичу войти в число кандидатов в депутаты этого представительного органа. Это было большое доверие со стороны партии. А. Б. Ельяшевич дал согласие баллотироваться в депутаты Собрания. Всего эсеры тогда выдвинули около 900 кандидатов от своей партии. Как кандидат в депутаты Александр Борисович принял самое активное участие в избирательной кампании. Пригодились его навыки, приобретенные во время работы пропагандистом эсеровской партии. Эсеры уверенно шли к своей победе на выборах. Однако в стране назревали драматические события, определившие все её последующее развитие. 25-26 октября 1917 г. к власти в стране в результате вооруженного восстания пришли большевики. Они стремились всеми возможными средствами повлиять на исход выборов. Несмотря на это результатом выборов стала победа социалистов-революционеров (эсеров), получивших почти в два раза больше голосов, чем большевики. Таким образом, правые эсеры, к которым принадлежал и А. Б. Ельяшевич, получили абсолютное, а с поддерживающими их депутатами из числа меньшевиков, народных социалистов и представителей национальных групп, подавляющее большинство мест в первом российском парламенте, избранном на основе всеобщих, равных, прямых и тайных выборах. Однако партией большевиков был осуществлен переворот, в стране была установлена «диктатура пролетариата», которая обернулась диктатурой большевистской партии.
Октябрьский переворот А. Б. Ельяшевич встретил враждебно. Он, как и многие представители интеллигенции, принадлежавшие к самым разным политическим кругам, считал, что большевики не смогут продержаться длительное время у власти.
С 26 ноября по 5 декабря 1917 г. в Санкт-Петербурге был созван IV съезд партии социалистов революционеров. Хотя А. Б. Ельяшевич не был делегатом съезда, ему было предложено сделать доклад по вопросу о регулировании промышленности. Поскольку докладчики пользовались правом решающего голоса, А. Б. Ельяшевич принял самое активное участие и в общеполитической дискуссии, развернувшейся на съезде. Его позиция была изложена в предложенном им проекте резолюции.
На съезде А. Б. Ельяшевичем был сделан также обстоятельный доклад на тему «Регулирование промышленности». Задача регулирования промышленности, как справедливо отмечал докладчик, должна заключаться, прежде всего, в борьбе с экономической разрухой, которая характерна не только для России, но и всех стран, втянутых в мировую войну.
А. Б. Ельяшевич принял активное участие в подготовке будущих заседаний Учредительного собрания. Внутри эсеровской фракции были сформированы разнообразные комиссии по разработке проектов решений предстоящего Собрания. А. Б. Ельяшевич был председателем комиссии по подготовке законопроектов по вопросам промышленности и членом комиссии по вопросу труда, активно участвовал в совместных заседаниях бюро и ЦК партии эсеров. Большое значение придавалось первому заседанию Учредительного собрания. Внутри фракции, была создана специальная комиссия Первого дня во главе с А. Б. Ельяшевичем. В данную комиссию входили также А. Р. Гоц и М. В. Вишняк. Комиссии предстояло разработать сценарий открытия Учредительного собрания, исключавший его немедленный разгон большевиками. Считалось, что Учредительное собрание утвердит состав правительства страны.
А. Б. Ельяшевич, как и большинство руководящих деятелей партии эсеров, был убежден, что Учредительное собрание пользуется абсолютной поддержкой народа, что петроградские рабочие, а также солдаты воинских частей, находившихся в городе, окажут безусловную поддержку Собранию и смогут нейтрализовать действия большевиков. Деятельность А. Б. Ельяшевича по подготовке заседаний Учредительного собрания предопределила его активную роль в работе самого Собрания.
5 января 1918 года Ельяшевич принял участие в первом и последнем заседании Всероссийского учредительного собрания, где сделал несколько выступлений от фракции правых эсеров. Выступление А. Б. Ельяшевича на Учредительном собрании безусловно является звездным часом всей его политической деятельности. От лица своей самой многочисленной фракции он настраивал собрание на конструктивную работу, предлагал, учитывая остроту политического момента, оперативное решение стоящих перед страной политических вопросов на основе демократической процедуры их обсуждения и принятия. Однако собрание была разогнано.
Уже в феврале 1918 г. Ельяшевич вместе с членами ЦК партии социалистов-революционеров и бюро фракции Учредительного собрания переехал в Москву. В Москве заседания ЦК часто проводились на квартире члена ЦК партии эсеров — А. Р. Гоца. Поскольку бюро фракции эсеров на учредительном собрании было весьма многочисленным из её состава в феврале-марте 1918 г. был выделен президиум бюро из 7-9 человек, в состав которого вошел и А. Б. Ельяшевич. С апреля 1918 г. бюро фракции начало издавать газету «Возрождение». С момента её издания по июнь 1918 г. А. Б. Ельяшевич заведовал отделом промышленности этой газеты, им были написаны несколько статей с критикой политики Советского правительства в этой области. Публиковался он и в другом эсеровском издании этого времени — журнале «Русский рабочий». Критике была подвергнута политика большевиков по организации производства на предприятиях, а также их продовольственная политика. Высказывал он также мысль о том, что тотальная национализация промышленности не обеспечит её восстановления. В марте 1918 г. А. Б. Ельяшевич резко выступал против заключения большевиками Брестского мира, оставаясь на позиции, высказанной им на заседании Учредительного собрания. В это время А. Б. Ельяшевич полагал, что стоит «раскрыть глаза» рабочим и солдатам на политику большевиков, как их власть падет.

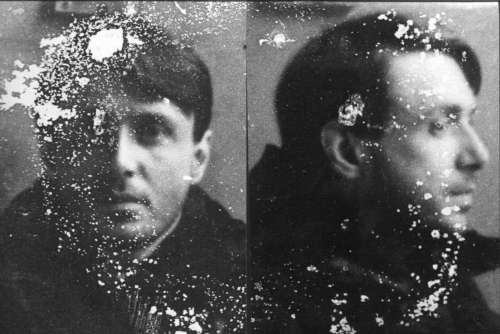
Тюремная фотография, 1920-е гг.

Разгон Учредительного собрания, заключение Брестского мира, а также политика большевиков по экспроприации собственности у населения, и начало продразверстки в деревне подвели страну к полномасштабной гражданской войне. Летом 1918 г., после захвата Самары белочехами, в ней образовался Комитет членов Учредительного собрания (Комуч). Большинство членов этого органа А. Б. Ельяшевич знал лично. Будучи депутатом Учредительного собрания, он получил официальное предложение от ЦК партии эсеров прибыть в Самару. Однако от этого предложения А. Б. Ельяшевич отказался. Примерно в это же время ему было предложено перейти на нелегальное положение для того, чтобы руководить эсеровским журналом «Русский рабочий». Но и это предложение было им отвергнуто. Он был решительным противником вооруженной борьбы против Советской власти. Кроме того ему казались разумными некоторые шаги большевистского правительства по централизации экономики в рамках начавшейся политики «военного коммунизма». Эта политика в большей или меньшей мере соответствовала мерам, предлагавшимся А. Б. Ельяшевичем на IV съезде партии эсеров. Тем не менее, позиция Ельяшевича не спасла его от репрессий. 8 июля 1918 г. у себя на квартире он был арестован ЧК за «контрреволюционную работу» и находился в заключении в Бутырской тюрьме до 10 ноября 1918 г.

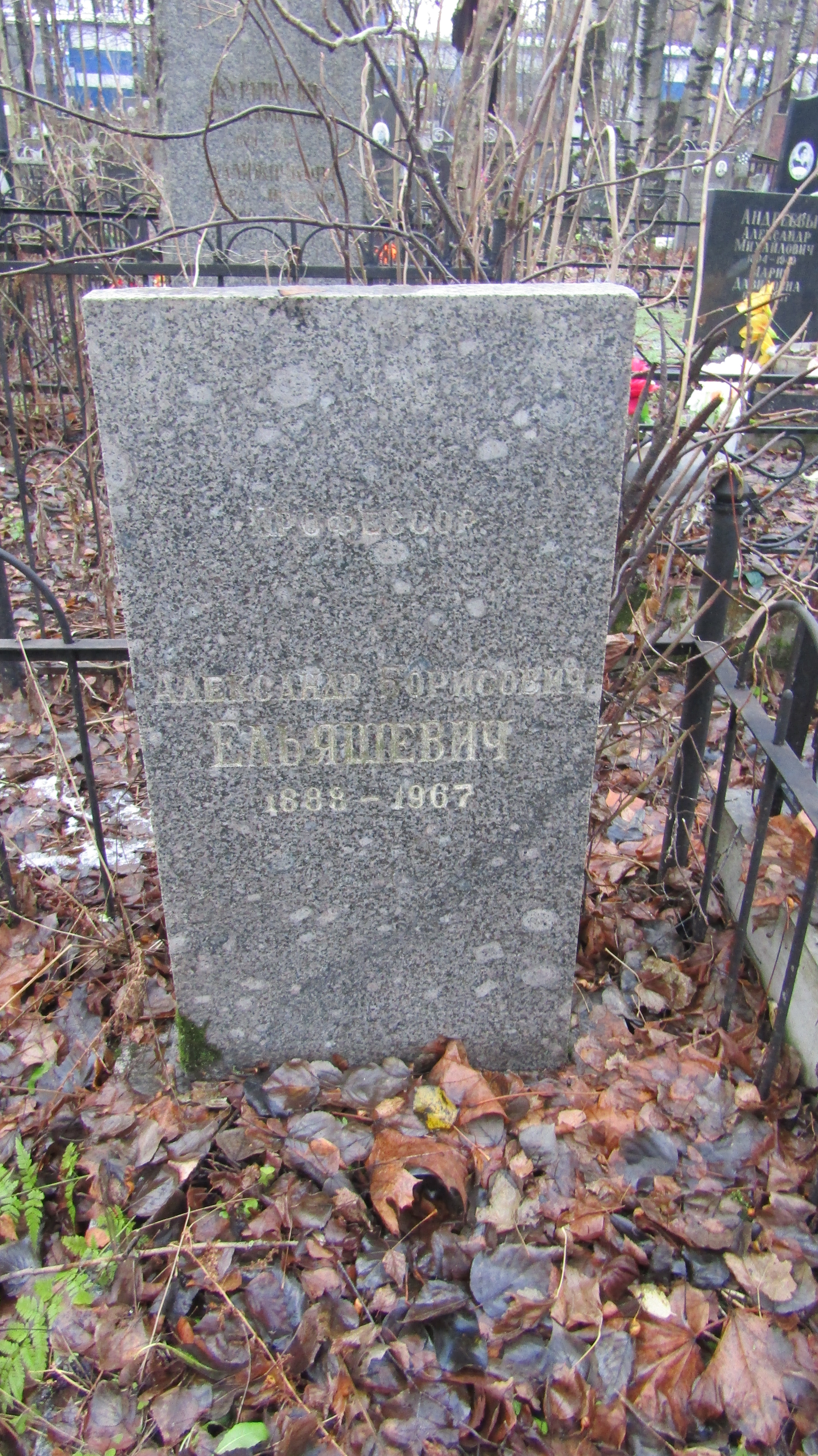
Могила Ельяшевича А.Б. Серафимовское кладбище, Санкт-Петербург.

### Отход от политической деятельности и научная карьера
О том, что происходило с А. Б. Ельяшевичем в ЧК, кто и как вел следствие, сведений нет. Известно, что в декабре 1918 года, заочно, поскольку А. Б. Ельяшевич ещё находился в заключении, он был включён в состав московского бюро ЦК партии эсеров. В этот орган, кроме А. Б. Ельяшевича, входил кандидат в члены ЦК партии Д. Д. Донской, а также ряд членов московского областного комитета партии.
Эсеровская партия переживала в тот период трудные времена. Было разгромлено эсеровское правительство в Самаре. Проезжавшие из Поволжья на юг члены ЦК партии А. Р. Гоц и Е. Н. Тимофеев на совещании с членами московского бюро ЦК и активом московской организации партии эсеров призвали своих однопартийцев к активной борьбе против партии большевиков. На этом же совещании было решено созвать конференцию партии. Она состоялась в феврале 1919 года, и А. Б. Ельяшевич принял в ней участие. Часть участников конференции, в том числе бывший депутат Учредительного собрания Н. Д. Кондратьев, высказались за продолжение вооруженной борьбы с большевиками и заключение блоков со всеми силами, борющимися против них. В этой ситуации А. Б. Ельяшевич заявил, что считает необходимым выйти из партии эсеров. В первых числах марта 1919 года он уехал с семьёй из Москвы в Саратов, прекратив всякие связи с эсерами. Из Саратова, как он сам вспоминал на допросе, в конце апреля или начале мая 1919 года он переслал в ЦК партии эсеров официальное письменное заявление о выходе из партии и о начале сотрудничества с Советской властью.
Поступок А. Б. Ельяшевича не был уникальным. Многие члены партии эсеров в тот период заявляли о своем несогласии с политикой партии и принимали решения о выходе из неё. Одни из них вступали в ряды РКП(б), другие, отойдя от политической деятельности, подобно Александру Борисовичу, пытались найти себе место в большевистской России, занимаясь общественно-полезной профессиональной деятельностью.
Находясь в Саратове, А. Б. Ельяшевич работал служащим, а затем полностью посвятил себя научно-преподавательской деятельности. Однако его не забыли. 28 декабря 1921 г. Пленум ЦК РКП(б) по докладу Ф. Э. Дзержинского принял постановление «Об эсерах и меньшевиках», где, в частности, предусматривалось предать ЦК партии социалистов-революционеров суду Верховного Трибунала. 24 февраля 1922 года Президиумом ГПУ А. Б. Ельяшевич был включен в список эсеров, которым в связи с предстоящей организацией процесса по делу партии социалистов-революционеров было предъявлено обвинение в антисоветской деятельности. Уже в марте 1922 г. А. Б. Ельяшевич был вторично арестован органами ГПУ, привезен из Саратова в Москву, где в течение двух с половиной недель находился под стражей и давал показания по делу партии эсеров. Общий список лиц, которых предстояло привлечь к ответственности насчитывал несколько десятков человек и был, видимо, сочтен чрезмерным. Поэтому в отношении 30 бывших членов партии, в том числе и А. Б. Ельяшевича, дело было прекращено по амнистии, проведенной ещё 27 февраля 1919 года.
А. Б. Ельяшевича было решено привлечь к процессу в качестве свидетеля. Он был включен в число 58 свидетелей обвинения. Процесс проходил в июне 1922 г. Среди подсудимых были видные представители партии эсеров, большинство из которых А. Б. Ельяшевич знал лично по совместной работе. А. Б. Ельяшевич заявил на процессе, что первые несколько месяцев после Октябрьской революции социалисты-революционеры не призывали к свержению Советской власти «не потому, что мы считали свержение Советской власти актом недопустимым, а потому, что мы тогда стояли на той точке зрения, что восстание масс должно идти снизу, что борьба за народовластие должна развернуться стихийно, снизу, а эсеры пытались лишь возглавить стихийное недовольство масс». Итоги процесса известны. 12 руководителей партии эсеров были приговорены к смертной казни, ряд подсудимых получили от десяти до двух лет строгой изоляции. При этом исполнение смертного приговора было приостановлено, и дальнейшая судьба заключенных, оставленных в качестве заложников, была поставлена в зависимость от поведения эсеров, находившихся на свободе. Участие в процессе в качестве свидетеля стало для А. Б. Ельяшевича, остававшегося жить в Советской России, делом тяжелым, но, видимо, неизбежным. После завершения процесса он был приглашен на работу в ВСНХ РСФСР, а в феврале 1923 г. переехал в Петроград, где продолжил свою служебную и научно-преподавательскую деятельность.
А. Б. Ельяшевич некоторое время работал в Саратовском университете и Саратовском институте народного хозяйства, являясь с 1920 по 1922 гг. заместителем директора этого учебного заведения. Вернувшись в Петроград, он вошел в состав президиума Планово-экономического управления Северо-Западного бюро ВСНХ РСФСР и работал заместителем его управляющего. Одновременно А. Б. Ельяшевич приступил к преподавательской деятельности во вновь созданном Институте народного хозяйства (ЛИНХ) имени Ф. Энгельса. А. Б. Ельяшевич стоял у истоков создания в 1926 г. Промышленного отделения в структуре ЛИНХа. В том же году он был направлен в Китай в качестве финансово-экономического советника при правительстве Гоминьдана и в этом качестве работал до 1928 г.
После создания на базе ЛИНХа в 1930 г. Ленинградского инженерно-экономического института А. Б. Ельяшевич стал в нём заведующим кафедрой экономики промышленности, преобразованной впоследствии в кафедру экономики машиностроительной промышленности. Большое мужество было проявлено А. Б. Ельяшевичем в годы Великой Отечественной войны, когда он с большой группой студентов и преподавателей института оказался в оккупированном фашистами Пятигорске и, исполняя обязанности директора института, сумел сохранить жизнь всем преподавателям и студентам. После возвращения в Ленинград в сентябре 1944 г. он вновь возглавил кафедру в родном ИНЖЭКОНе.
Впрочем, эсеровское прошлое Ельяшевичу не забыли. В 1930 году он был вызван в органы ОГПУ, но примерно через час отпущен. И все же он был арестован по так называемому «Ленинградскому делу», которое было сфабриковано органами МГБ. Это произошло 17 сентября 1949 г. А. Б. Ельяшевич был осужден по 58 статье, пунктам 10 и 11, примененным «за агитацию и пропаганду против Советской власти до 1919 г.» и сослан в Канск (Красноярский край). Ученому в это время был уже 61 год. Не был учтен ни его возраст, ни научные заслуги, ни героическое поведение в оккупированном немцами Пятигорске, ни заступничество его сына Михаила, известного ученого, только что получившего Сталинскую премию и орден Ленина за заслуги по обеспечению работ, связанных с испытаниями советской атомной бомбы. А. Б. Ельяшевич получил пять лет высылки на поселение. Его внук Алексей Михайлович так вспоминал про этот эпизод из жизни деда:
В результате, в 1950 году его отправили по железнодорожному этапу вместе с уголовниками в Сибирь. Было ему в это время 62 года, крепким здоровьем он, перенесший ленинградскую блокаду, не отличался и едва ли доехал бы живым до места назначения — уголовники с «врагами народа» не церемонились и пищу у них часто отбирали. Жизнь ему спас его сын — Михаил Александрович.
После испытания атомной бомбы отец среди прочих наград (орден Ленина, Сталинская премия «по закрытой линии») получил так называемый «ковер-самолет» — удостоверение, дающее право на бесплатный проезд по территории Советского Союза всеми видами авиационного, железнодорожного и морского транспорта, а также на внеочередное получение билетов. И вот, пользуясь «ковром-самолетом», Михаил Александрович сопровождал своего отца по всему пути от Москвы до Канска. Он прилетал в каждый промежуточный пункт пути и, надев все свои награды (а дважды лауреатами Сталинской премии тогда были единицы), шел к начальнику местного МГБ и просил положить Александра Борисовича на некоторое время в тюремную больницу и передать ему продукты. Ни разу он не получил отказа, и дед благополучно добрался до Канска, где жил до своего возвращения в 1953 году после амнистии в Ленинград.
В 1960 г. А. Б. Ельяшевич вынужден был уйти на пенсию по состоянию здоровья. Умер учёный 22 ноября 1967 года от травмы, полученной в результате трагического случая. Похоронен на Серафимовском кладбище.

## Семья
- Жена — Екатерина Михайловна Ельяшевич (урождённая Филипченко, 1887—1942), экономист, племянница писателя Андрея Белого (дочь его двоюродной сестры Людмилы Фёдоровны Кистяковской).
  - Сын — доктор физико-математических наук Михаил Александрович Ельяшевич.
    - Внук — физик Алексей Михайлович Ельяшевич.

  - Дочь — Алла Александровна Русакова (1923—2013), искусствовед, доктор искусствоведения (1977). Её муж — доктор искусствоведения Юрий Александрович Русаков (1926—1995), сын художников Александра Исааковича Русакова и Татьяны Исидоровны Купервассер (1903—1972).
    - Внук — филолог Александр Юрьевич Русаков.
- Братья — Зиновий Борисович (Соломон Абрамович) Ельяшевич (1884—1971), электротехник, профессор, заведующий кафедрой, декан и проректор Азербайджанского политехнического института; Василий Борисович Ельяшевич (1875—1957), правовед-цивилист, профессор кафедры гражданского права Санкт-Петербургских высших женских курсов (его жена Фаина Осиповна Ельяшевич, 1877—1941, была переводчицей, вела рубрику «Из иностранных журналов» в «Журнале министерства юстиции»)[3]. У него также были сёстры Рода (1870—?) и Мария (1873—?), брат Виталий (1892—1971).

## Труды
- Основные линии развития капиталистического машиностроения. / Ленингр. инж.-экон. инст. им. В. И. Молотова. Машиностр. фак. — Л.: [б. и.], 1940. — 191 с.
- А. Б. Ельяшевич, Е. М. Карлик, Л. Л. Шайович Экономика социалистического машиностроения. / Под ред. проф. А. Б. Ельяшевича. — М.; Л.: Машгиз, 1957. — 475 с.

## Источник
- Гончаренко Л. Н., Коломинов В. В. Страницы политической биографии А. Б. Ельяшевича // Власть и общество в России: историческая трансформация и технологии взаимодействия : сб.науч. ст. — СПб.: СПбГИЭУ, 2007. — Вып. 1. — С. 112—139.